# Saint-Martin-Château
Saint-Martin-Château è un comune francese di 159 abitanti situato nel dipartimento della Creuse nella regione della Nuova Aquitania.

## Società

### Evoluzione demografica
Abitanti censiti